# 카샹

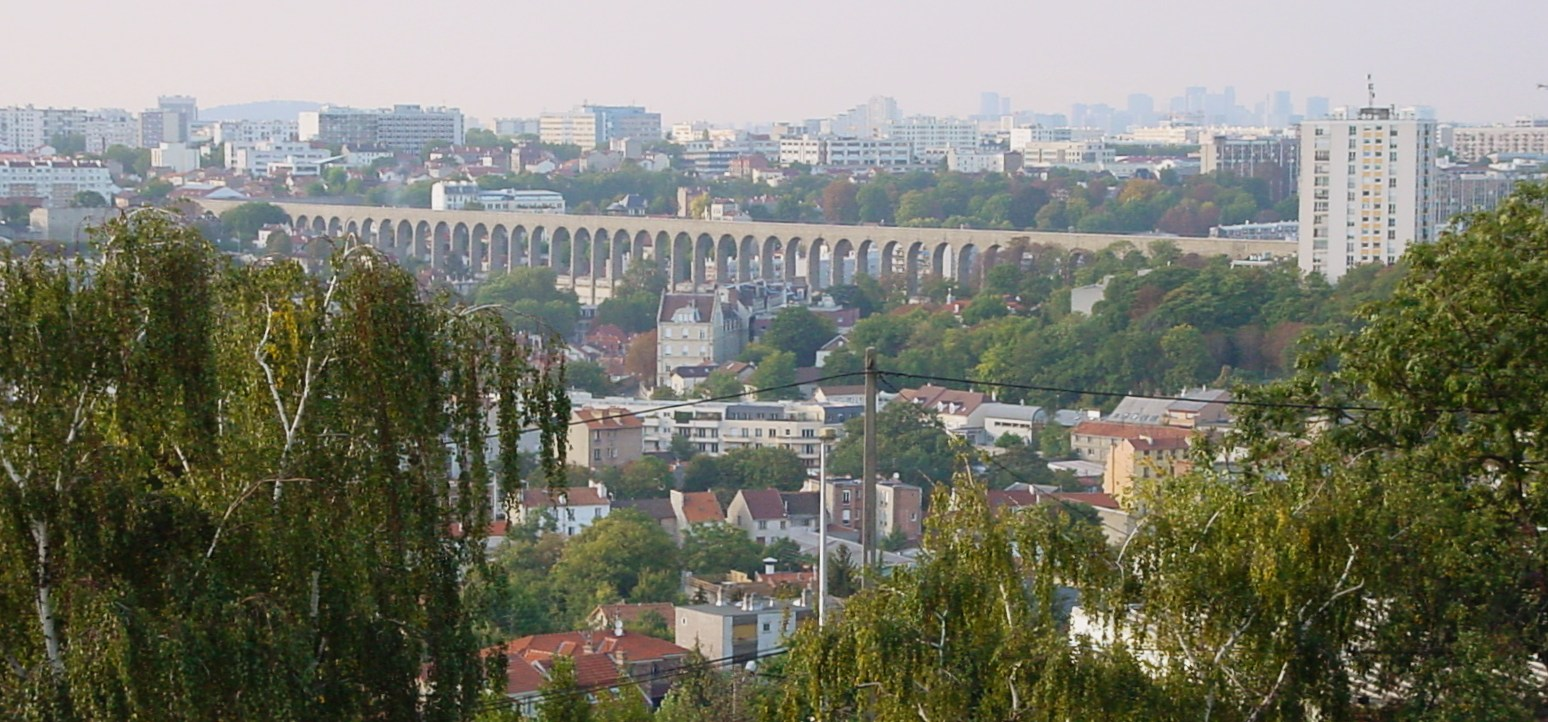
카샹

카샹(프랑스어: Cachan)은 프랑스 일드프랑스 발드마른주에 위치한 도시로 면적은 2.78km2, 인구는 27,718명(2006년 기준), 인구 밀도는 10,000명/km2이다. 파리에서 6.7km 정도 떨어진 곳에 위치한다.

시 문장

## 인구
| 연도 | 인구   | ±% p.a. |
| ---- | ------ | ------- |
| 1926 | 9,829  | —       |
| 1931 | 12,790 | +5.41%  |
| 1936 | 14,567 | +2.64%  |
| 1946 | 15,156 | +0.40%  |
| 1954 | 16,965 | +1.42%  |
| 1962 | 23,282 | +4.04%  |
| 1968 | 26,187 | +1.98%  |

| 연도 | 인구   | ±% p.a. |
| ---- | ------ | ------- |
| 1975 | 26,442 | +0.14%  |
| 1982 | 23,930 | −1.42%  |
| 1990 | 24,266 | +0.17%  |
| 1999 | 24,838 | +0.26%  |
| 2007 | 27,383 | +1.23%  |
| 2012 | 28,365 | +0.71%  |
| 2017 | 31,069 | +1.84%  |

|  | 기술적 문제로 인해 그래프를 일시적으로 사용할 수 없습니다. 파브리케이터와 미디어위키 위키에 더 자세한 정보가 있습니다. |

## 같이 보기
- 발드마른주의 코뮌 목록